# Campeonato Russo de Futebol de 1992
O Campeonato Russo de Futebol de 1992 foi o primeiro torneio desta competição. Participaram vinte equipes. Como o Campeonato Soviético de Futebol foi dissolvido, os clubes foram divididos cada qual com seu novo país. Apenas seis equipes eram da primeira divisão russa. Onze clubes vieram do Campeonato Soviético de Futebol de 1991 - Segunda Divisão e três foram promovidos do Campeonato Soviético de Futebol de 1991 - Terceira Divisão.

## Participantes
| Equipe                       | Cidade           | Região                   | No ano anterior                                                  | Estádio                        | Capacidade | Títulos        | Participações |
| ---------------------------- | ---------------- | ------------------------ | ---------------------------------------------------------------- | ------------------------------ | ---------- | -------------- | ------------- |
| PFC CSKA Moscovo             | Khamovniki       | Moscovo                  | Último Campeão Soviético                                         | Estádio Lujniki                | 81.000     | 0 (não possui) | 1             |
| Spartak Moscovo              | Presnensky       | Moscovo                  | Último Vice Campeão Soviético                                    | Estádio Lujniki                | 81.000     | 0 (não possui) | 1             |
| Torpedo Moscovo              | Danilovsky       | Moscovo                  | Terceiro Lugar Soviético                                         | Estádio Eduard Streltsov       | 13.200     | 0 (não possui) | 1             |
| Dínamo Moscovo               | Aeroport         | Moscovo                  | Sexto Lugar Soviético                                            | Estádio Dínamo de Moscou       | 36.540     | 0 (não possui) | 1             |
| FC Spartak Vladikavkaz       | Vladikavkaz      | Ossétia do Norte-Alânia  | Décimo Primeiro Lugar Soviético                                  | Estádio Republicano do Spartak | 32.464     | 0 (não possui) | 1             |
| Lokomotiv Moscovo            | Preobrazhenskoye | Moscovo                  | Décimo Sexto Lugar Soviético                                     | Estádio Lokomotiv de Moscou    | 30.000     | 0 (não possui) | 1             |
| FC Rotor Volgogrado          | Volgogrado       | Oblast de Volgogrado     | Último Campeão Soviético da Segunda Divisão                      | Estádio Central                | 32.120     | 0 (não possui) | 1             |
| FC Uralmash Yekaterinburg    | Ecaterimburgo    | Oblast de Sverdlovsk     | Terceiro Lugar Soviético da Segunda Divisão                      | Estádio Central                | 30.000     | 0 (não possui) | 1             |
| FC Rostselmash Rostov do Don | Rostov do Don    | Oblast de Rostov         | Quarto Lugar Soviético da Segunda Divisão                        | Estádio Rostselmash            | 15.840     | 0 (não possui) | 1             |
| FC Lokomotiv Níjni Novgorod  | Níjni Novgorod   | Oblast de Níjni Novgorod | Oitavo Lugar Soviético da Segunda Divisão                        | Estádio Lokomotiv              | 17.856     | 0 (não possui) | 1             |
| FC Tekstilshchik Kamyshin    | Kamyshin         | Oblast de Volgogrado     | Décimo Primeiro Lugar Soviético da Segunda Divisão               | Estádio Tekstilshchik          | 7.500      | 0 (não possui) | 1             |
| FC Shinnik Iaroslavl         | Iaroslavl        | Oblast de Iaroslavl      | Décimo Segundo Lugar Soviético da Segunda Divisão                | Estádio Shinnik                | 22.000     | 0 (não possui) | 1             |
| FC Fakel Voronej             | Voronej          | Oblast de Voronej        | Décimo Terceiro Lugar Soviético da Segunda Divisão               | Estádio da Central Sindical    | 32.750     | 0 (não possui) | 1             |
| FC Dinamo Stavropol          | Stavropol        | Krai de Stavropol        | Décimo Sexto Lugar Soviético da Segunda Divisão                  | Estádio Dínamo                 | 15.589     | 0 (não possui) | 1             |
| FC Zenit São Petersburgo     | Petrogrado       | São Petersburgo          | Décimo Oitavo Lugar Soviético da Segunda Divisão                 | Estádio Petrovsky              | 21.570     | 0 (não possui) | 1             |
| FC Dynamo-Gazovik Tiumen     | Tiumen           | Oblast de Tiumen         | Vigésimo Lugar Soviético da Segunda Divisão                      | Estádio Geolog                 | 13.057     | 0 (não possui) | 1             |
| FC Kuban Krasnodar           | Krasnodar        | Krai de Krasnodar        | Vigésimo Primeiro Lugar Soviético da Segunda Divisão             | Estádio Kuban                  | 32.000     | 0 (não possui) | 1             |
| Asmaral Moscovo              | Presnensky       | Moscovo                  | Último Campeão Soviético da Terceira Divisão (Zona Central)      | Estádio Salyut                 | 12.000     | 0 (não possui) | 1             |
| FC Krilia Sovetov Samara     | Samara           | Oblast de Samara         | Último Vice Campeão Soviético da Terceira Divisão (Zona Central) | Estádio Metallurg              | 33.320     | 0 (não possui) | 1             |
| FC Okean Nakhodka            | Nakhodka         | Krai do Litoral          | Último Campeão Soviético da Terceira Divisão (Zona Leste)        | Estádio Vodnik                 | 10.000     | 0 (não possui) | 1             |

## Regulamento
O campeonato foi disputado no sistema de pontos corridos em turno e returno em dois grupos. Ao final da primeira fase, os quatro primeiros de cada grupo avançavam para a Segunda Fase - também disputada em dois turnos. Os outros iam para um "torneio da morte", onde cinco seriam rebaixados para o Campeonato Russo de Futebol de 1993 - Segunda Divisão.

## Grupo A
- Dínamo (Moscovo)
- Lokomotiv (Moscovo)
- Spartak (Vladikavkaz)
- CSKA
- Tekstilshchik
- Uralmash
- Okean
- Fakel
- Dínamo (Stavropol)
- Dínamo (Tiumen)

## Grupo B
- Spartak (Moscovo)
- Asmaral
- Lokomotiv (Nijni Novgorod)
- Rotselmash
- Krilia
- Torpedo
- Rotor
- Zenit
- Kuban
- Shinnik

## Segunda Fase

### Grupo dos campeões
- Dínamo (Moscovo) - Classificado para a Copa da UEFA de 1993-94
- Lokomotiv (Moscovo) - Classificado para a Copa da UEFA de 1993-94
- Spartak (Vladikavkaz) - Classificado para a Copa da UEFA de 1993-94
- CSKA
- Spartak (Moscovo) - Classificado para a Liga dos Campeões da UEFA de 1993-94
- Asmaral
- Lokomotiv (Nijni Novgorod)
- Rotselmash

### Grupo da morte
- Tekstilshchik
- Uralmash
- Okean
- Fakel (*)
- Dínamo (Stavropol)
- Dínamo (Tiumen) (*)
- Krilia
- Torpedo
- Rotor
- Zenit (*)
- Kuban (*)
- Shinnik (*)

(*) Rebaixados

## Campeão
| Campeão Russo de 1992     |
| ------------------------- |
| Spartak Moscovo 1° Título |